# بتلهم (ایندیانا)
بتلهم (به انگلیسی: Bethlehem) یک منطقهٔ مسکونی در ایالات متحده آمریکا است که در ایندیانا واقع شده‌است. بتلهم ۱۴۲٫۹۵ متر بالاتر از سطح دریا واقع شده‌است.